# Resident Evil 2: Apocalipse
Resident Evil: Apocalypse (bra/prt: Resident Evil 2: Apocalipse) é um filme de ação e terror de 2004, dirigido por Alexander Witt e escrito por Paul W. S. Anderson. Sendo uma sequência direta de Resident Evil (2002), é o segundo filme da franquia Resident Evil, que é vagamente baseada na série de jogos eletrônicos homônima. O filme marca a estreia de Witt na direção; Anderson, o diretor do primeiro longa, recusou o cargo devido a outros compromissos, mas permaneceu atuando como um dos produtores. Milla Jovovich retorna como Alice e é acompanhada por Sienna Guillory como Jill Valentine e Oded Fehr como Carlos Olivera.
Resident Evil: Apocalypse se passa logo após os eventos do primeiro filme, em que Alice escapa de uma instalação subterrânea tomada por zumbis. Agora, ela se junta a outros sobreviventes para fugir do surto de zumbis que se espalhou pela cidade vizinha de Raccoon City. O filme incorpora elementos de vários jogos da saga Resident Evil, como os personagens Valentine, Olivera e o vilão Nemesis. As filmagens ocorreram em Toronto, com locações como a Prefeitura de Toronto e a ponte Prince Edward Viaduct.
Resident Evil: Apocalypse recebeu "críticas geralmente desfavoráveis" no Metacritic e tornou-se o filme com a pior avaliação da franquia no Rotten Tomatoes, com uma aprovação de apenas 19%. Apesar disso, arrecadou US$ 129,3 milhões mundialmente com um orçamento de US$ 45 milhões, superando a bilheteria do primeiro filme. A sequência, Resident Evil: Extinction, foi lançada em 21 de setembro de 2007.

## Premissa
Após ser submetida a experiências genéticas enquanto estava presa pela Umbrella Corporation, Alice adquire habilidades sobre-humanas. Agora, ela precisa retornar a Raccoon City para enfrentar um vírus letal que transforma humanos em zumbis; e para isso contará com a ajuda de Jill Valentine e Carlos Olivera.

## Enredo
Uma equipe enviada pela Umbrella Corporation para investigar a Colmeia é atacada por zumbis, que rapidamente se espalham para a cidade vizinha de Raccoon City. A Umbrella reage isolando e mantendo a cidade em quarentena e evacuando a população. Angela Ashford, filha do pesquisador da Umbrella, Dr. Charles Ashford, desaparece após seu carro de segurança se envolver em uma colisão durante a evacuação. Enquanto isso, a desonrada agente do Serviço de Táticas Especiais e Resgate (S.T.A.R.S.) do Departamento de Polícia de Raccoon City, Jill Valentine, retorna ao seu antigo distrito para incentivar seus colegas oficiais a evacuar. Alice acorda em um hospital deserto e vagueia pela cidade em busca de suprimentos, enquanto a Umbrella usa a única ponte para evacuar civis. Na ponte, Valentine encontra seu ex-parceiro, Sgt. Payton Wells. Um civil se transforma em zumbi, mordendo e infectando Wells. Em resposta à propagação do vírus até a ponte, o Major Timothy Cain, líder das forças da Umbrella em Raccoon City, sela a saída e obriga os moradores a retornarem para a cidade.
Após serem abandonados pela sua empregadora após uma tentativa fracassada de resgatar um civil, os soldados da Umbrella Carlos Olivera e Nicholai Ginovaef se unem aos sobreviventes dos operativos da S.T.A.R.S. para repelir os ataques de zumbis. A posição deles é invadida, e Olivera é mordido e infectado. Em outro local, Valentine, Wells e a repórter de notícias Terri Morales estão prestes a ser devorados, mas são salvos por Alice. A Umbrella libera um supersoldado experimental altamente mutado, chamado Nemesis, que mata os membros restantes da S.T.A.R.S. antes de procurar Alice. O Dr. Ashford invade o sistema de CFTV da cidade e o utiliza para entrar em contato com Alice e os outros sobreviventes, oferecendo organizar a evacuação deles da cidade em troca do resgate de sua filha. Ele faz uma oferta idêntica a Olivera e Ginovaef, explicando que a Umbrella pretende livrar Raccoon City da infecção zumbi destruindo a cidade com uma bomba nuclear.
A caminho da localização de Angela, Alice e os outros são emboscados por Nemesis. Valentine mata Wells depois que ele se transforma em zumbi. Alice enfrenta Nemesis, mas é ferida e forçada a recuar, atraindo Nemesis para longe do resto do grupo. Valentine e Morales continuam o caminho, pegando o civil L.J. que estava preso no meio do caminho. Valentine encontra Olivera, e eles encontram e resgatam Angela, embora Morales e Ginovaef sejam mortos. Angela revela que o surto de zumbis é resultado do T-vírus, criado por seu pai para tratar uma condição genética terminal que ela tem, fazendo-a precisar tomar um soro antivírus para evitar se transformar em zumbi. Alice usa um pouco do antivírus para curar Olivera. O Dr. Ashford dá a Alice a localização de um ponto de extração, onde um helicóptero a espera. O grupo chega ao ponto de encontro, mas são emboscados pelas forças da Umbrella. O Major Cain mata o Dr. Ashford e força Alice, que ele revela ter adquirido superforça graças ao T-vírus, a lutar contra Nemesis. Alice ganha vantagem sobre o supersoldado, mas para de lutar ao perceber que ele é Matt Addison, mutado pelos experimentos da Umbrella.
Nemesis se volta contra o Major Cain e ataca as tropas da Umbrella, mas é morto enquanto protege Alice. O restante dos sobreviventes consegue tomar o helicóptero; eles jogam o Major Cain para fora dele, e ele é morto pelos zumbis, incluindo o Dr. Ashford, agora zumbificado. Enquanto os sobreviventes fogem, uma bomba nuclear detona sobre a cidade, e a onda de explosão faz o helicóptero cair. Alice se sacrifica para salvar Angela e é perfurada por um poste de metal. Imagens de TV atribuem a explosão a uma falha no reator da usina nuclear da cidade, encobrindo a participação da Umbrella.
Alice acorda em uma instalação de pesquisa da Umbrella e escapa com a ajuda de Olivera, Valentine, L.J. e Angela, demonstrando também habilidades psíquicas ao matar um segurança por telecinesia. Enquanto estão fugindo, o Dr. Alexander Isaacs, um dos principais funcionários da Umbrella, revela que a fuga de Alice faz parte do plano da Umbrella para ela.

## Elenco

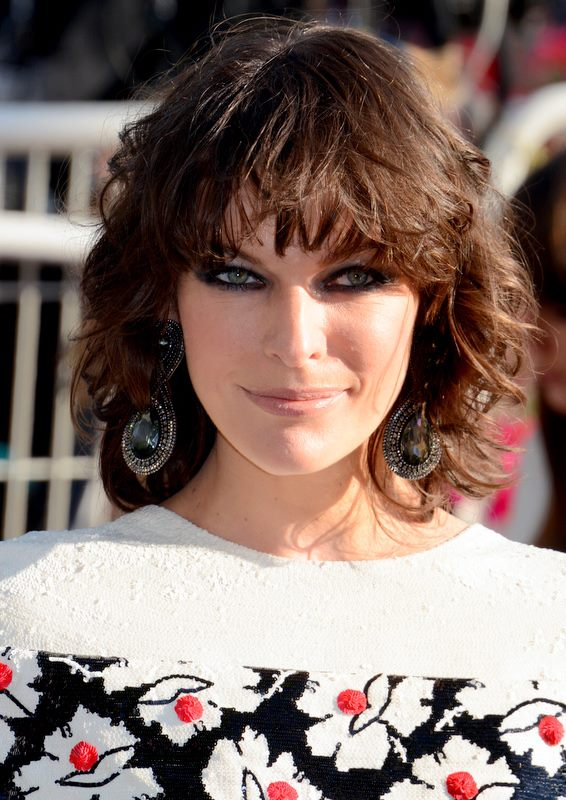
Milla Jovovich reprisou seu papel como Alice nas produções subsequentes.

| Ator/Atriz         | Personagem                  |
| ------------------ | --------------------------- |
| Milla Jovovich     | Alice Abernathy             |
| Sienna Guillory    | Jill Valentine              |
| Oded Fehr          | Carlos Olivera              |
| Mike Epps          | Lloyd Jefferson "L.J." Wade |
| Sandrine Holt      | Terri Morales               |
| Razaaq Adoti       | Sgt. Peyton Wells           |
| Sophie Vavasseur   | Angela "Angie" Ashford      |
| Matthew G. Taylor  | Nemesis                     |
| Zack Ward          | Nicholai Ginovaef           |
| Thomas Kretschmann | Major Timothy Cain          |
| Jared Harris       | Dr. Charles Ashford         |
| Iain Glen          | Dr. Alexander Isaacs        |
| Dave Nichols       | Capitão Henderson           |
| Stefan Hayes       | Yuri Loginova               |
| Geoffrey Pounsett  | Mackenzie                   |
| Megan Fahlenbock   | Marla Maples                |
| Shawn Austin-Olsen | Padre                       |

## Produção

### Pré-produção

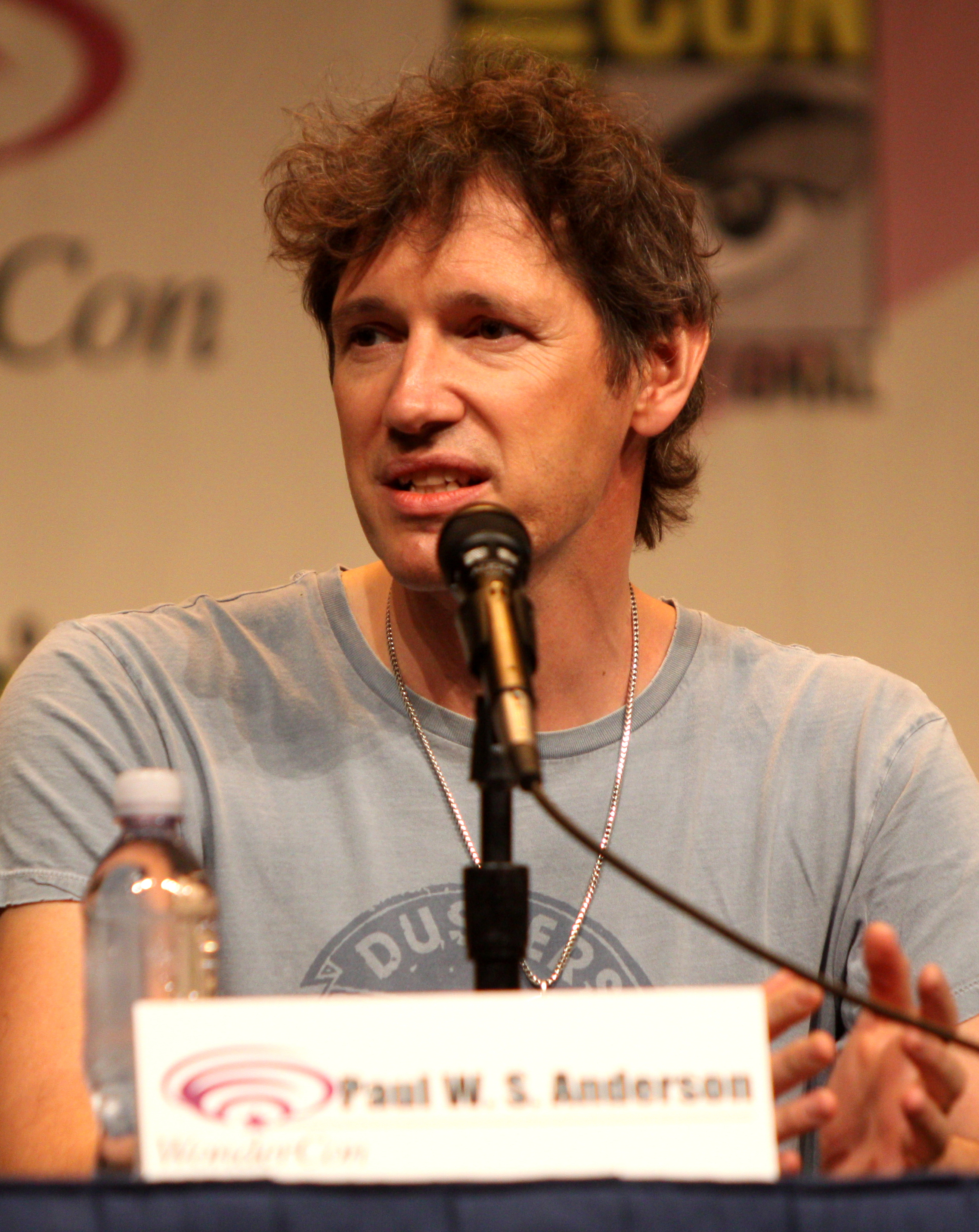
Paul W. S. Anderson recusou a direção do filme, mas permaneceu como produtor e roteirista.

Enquanto promoviam o primeiro filme de Resident Evil no final de fevereiro de 2002, Milla Jovovich e o diretor Paul W. S. Anderson discutiram a possibilidade de uma sequência. Anderson revelou que começou a escrever o roteiro do segundo filme logo após finalizar o primeiro e tinha planos de introduzir Jill Valentine ao lado de Alice. Jovovich confirmou que sua personagem retornaria na sequência, caso o primeiro filme fosse bem-sucedido. No início de março, Eric Mabius, que interpretou Matt Addison no primeiro filme, declarou que uma sequência estava confirmada, seria ambientada em Raccoon City e incluiria o personagem Nemesis. A sequência recebeu oficialmente sinal verde pela Sony Pictures em meados de 2002, mas Anderson optou por não dirigir devido a seus compromissos com Alien vs. Predator (2004). Ele permaneceu como roteirista e um dos produtores do filme. Anderson usou o jogo Resident Evil 3: Nemesis como base para a história, incorporando elementos de seus filmes favoritos, como o muro de contenção de Escape from New York e a cidade deserta de The Omega Man. Alexander Witt foi contratado para dirigir o filme, marcando sua estreia como diretor de longa-metragem. O roteiro já estava concluído quando Witt assumiu, mas ele fez algumas sugestões a Anderson e ao produtor Jeremy Bolt, resultando em pequenas alterações no enredo.

### Seleção de elenco
Jovovich foi a única a reprisar seu papel do primeiro filme. Mabius inicialmente afirmou à imprensa que voltaria como Matt Addison, interpretando a versão do personagem transformado em Nemesis. No entanto, o papel acabou ficando com Matthew G. Taylor. Mabius ainda aparece em cenas de flashback, por meio de imagens de arquivo do primeiro filme. O filme original não incluía personagens dos jogos, mas sempre houve a intenção de adicionar alguns em Apocalypse. Antes do início das filmagens, surgiram rumores de que atrizes haviam sido consideradas para os papéis de Valentine e Claire Redfield (que não chegou a aparecer no filme). No entanto, Anderson desmentiu essas informações, alegando que eram boatos infundados. O papel de Valentine ficou com Sienna Guillory, que se preparou para o papel estudando os movimentos e a postura da personagem nos jogos. O personagem L.J. foi originalmente escrito para Snoop Dogg, mas o rapper desistiu da produção e foi substituído por Mike Epps. O personagem foi reescrito para se alinhar com a personalidade de Epps. Além disso, o guitarrista da banda Evanescence, Ben Moody, fez uma participação especial como um zumbi que é morto por Ginovaef.

### Filmagens
O filme foi gravado em Ontário, Canadá; com Toronto e seus subúrbios servindo como locação para Raccoon City. A cinematografia foi realizada por Christian Sebaldt e Derek Rogers, e as filmagens aconteceram em 47 locações. Poucos cenários foram construídos especificamente para o filme. Vários quarteirões da cidade foram fechados, e a ponte Prince Edward Viaduct foi interditada por três dias para as gravações. Durante duas semanas, cenas foram filmadas do lado de fora da Prefeitura de Toronto. Milla Jovovich e Matthew Taylor dedicaram várias horas diárias por seis semanas treinando artes marciais para a cena de luta entre Alice e Nemesis. Inicialmente, a luta seria ambientada em uma estação de trem e teria forte interação com objetos do cenário, mas acabou sendo filmada em um espaço aberto fora da Prefeitura de Toronto, após o diretor Alexander Witt decidir dar menos destaque à cena. Os atores que interpretaram zumbis participaram de um "campo de treinamento" de quatro dias com coreógrafos, garantindo uniformidade nos movimentos e comportamentos. A equipe considerou fazer os zumbis se moverem mais rapidamente, mas decidiu manter a lentidão característica dos jogos. Anderson esteve no set por apenas alguns dias devido a outros compromissos, mas manteve contato com Witt por e-mail para discutir alterações de diálogo e produção durante as filmagens. O final original do roteiro mostrava Alice escapando da Umbrella sozinha, usando mais de seus poderes telecinéticos, antes de se reunir com Valentine. Metade dessa cena chegou a ser filmada antes que o final fosse reescrito.
O primeiro filme de Resident Evil utilizou apenas elementos gerais dos jogos, enquanto Apocalypse incorporou diversas características específicas deles, incluindo a recriação de cenas. A cutscene introdutória de Resident Evil – Code: Veronica, onde Claire Redfield foge de um helicóptero da Umbrella, inspirou a sequência em que Alice corre por um prédio enquanto um helicóptero atira. Já a introdução de Resident Evil 3: Nemesis inspirou a cena em que Raccoon City é tomada por zumbis, com a polícia e os soldados da Umbrella tentando conter a situação. O figurino de Valentine no filme, composto por um top tomara-que-caia e uma minissaia, foi baseado em sua roupa em Nemesis. Anderson considerou várias maneiras de justificar o traje sexista na história, como torná-lo uma roupa de disfarce, mas decidiu ignorar a questão, afirmando que quem questionasse isso "provavelmente não deveria estar assistindo a um filme de Resident Evil". O filme também faz referência a vários aspectos do jogo original e de Resident Evil 2, incluindo locais, nomes de lugares, movimentos dos personagens, objetos de cena e até perspectivas de câmera.

### Efeitos especiais
Os efeitos especiais do filme incluíram o uso de chroma key, computação gráfica (CGI), pinturas foscas, rastreamento, remoção de fios e modelos em escala. O personagem Nemesis foi criado com um traje, e o único efeito em CGI adicionado foi um ajuste em seu olho. Taylor foi escolhido para o papel devido à sua altura de 2,04 m e peso de 145 kg, características que o tornavam apto para interpretar o personagem. O traje foi feito sob medida para seu corpo e pesava cerca de 29 kg. Apesar da altura de Nemesis, as proporções nas cenas foram modificadas para fazê-lo parecer 10–20% maior em determinados momentos. Os Lickers, um tipo de zumbi mutante, foram criados inteiramente em CGI. Inicialmente, animatrônicos foram usados em algumas cenas, mas os resultados não agradaram à equipe de efeitos. A C.O.R.E. Digital Pictures foi escalada para animar os Lickers, ganhando de várias outras empresas que apresentaram projetos preliminares, descrevendo-o como o efeito especial mais desafiador do filme. Ao todo, o estúdio criou mais de 250 efeitos, incluindo a sobreposição do rosto de Jovovich em uma dublê. Jovovich realizou a maior parte de suas próprias cenas de ação, embora sua seguradora não permitisse que ela participasse das mais perigosas. A Frantic Films criou 78 efeitos especiais, como tiros rastreadores, flashes de cano de arma, lasers e cenas em câmera lenta, utilizando programas como Eyeon Fusion, Autodesk 3ds Max e softwares próprios. Já a Mr. X Inc. foi responsável por efeitos adicionais, incluindo a cena da destruição do prédio da Prefeitura de Toronto. Foram necessários quatro meses para construir um modelo em escala 1/6 do edifício, com 13 metros de altura e 1.600 painéis de vidro, cada um equipado com explosivos para criar o efeito final. O trabalho de edição digital foi realizado pela Computer Film Company. As cores do filme foram fortemente ajustadas na pós-produção, dando um tom mais sombrio à aparência geral, enquanto intensificavam o brilho do sangue e do gore. O traje de Nemesis também passou por alterações para parecer mais realista. Modificações foram feitas em Alice e Valentine, como aumento do brilho da pele e a vermelhidão dos lábios.

### Trilha sonora
A trilha sonora de Resident Evil: Apocalypse foi lançada em 31 de agosto de 2004, contendo músicas de metal alternativo que foram tanto apresentadas no filme quanto "inspiradas" por ele. Johnny Loftus, da AllMusic, deu três estrelas de cinco à trilha sonora, chamando-a de uma "máquina de fazer dinheiro sem escrúpulos", afirmando que ela atendia previsivelmente ao público-alvo do filme, composto por adolescentes, e destacando que "a agressividade, a mania e o tom apocalíptico geral dessa música combinam bem com um filme baseado em um videogame sobre matar zumbis malucos".
Jeff Danna compôs a partitura do filme, que foi executada pela Orquestra Filarmônica de Londres. Foi lançada em 28 de setembro de 2004. Mike Brennan, do Soundtrack.net, deu 2,5 estrelas de cinco para a partitura, elogiando a mistura dos estilos orquestral e eletrônico, mas mencionando que ela "poderia ter se saído melhor com um pouco mais de desenvolvimento temático e uma variação maior no som da música".

## Lançamento

### Divulgação
Marcus Nispel foi contratado para criar um teaser promocional, intitulado Regenerate. O teaser aparenta ser uma propaganda de um produto de rejuvenescimento da pele criado pela Umbrella Corporation, antes da mulher no comercial se transformar em um zumbi. Até maio de 2004, o teaser havia sido baixado 8,5 milhões de vezes no site oficial do filme. Parte do teaser foi exibida brevemente no filme, em uma televisão ao fundo, e outra parte também aparece em uma cena pós-créditos. O trailer oficial do filme foi lançado no Yahoo! Movies em julho de 2004. Uma romantização do filme, escrita por Keith DeCandido, foi publicada pela Simon & Schuster no mês seguinte. A Screen Gems criou um jornal fictício, intitulado The Raccoon City Times, para promover o filme.

### Mídia doméstica
O filme foi lançado em DVD e VHS na América do Norte em 28 de dezembro de 2004. A edição em DVD incluiu três comentários em áudio, 20 cenas deletadas, vários featurettes e um rolo de erros de gravação. O site DVD Talk deu ao filme 3½ estrelas de cinco tanto pela qualidade de vídeo quanto pelos extras. Lançamentos nos formatos UMD e Disco Blu-ray ocorreram em 2005 e 2007, respectivamente. O site High-Def Digest avaliou a edição em Blu-ray com três estrelas de cinco para a qualidade de vídeo e 3½ estrelas para os extras.
Edições especiais, intituladas Resurrection Editions, de Resident Evil (2002) e Resident Evil: Apocalypse foram lançadas em um box com dois discos em 4 de setembro de 2007. Essa edição incluía uma cena exclusiva do então futuro filme Resident Evil: Extinction (2007), além de vários outros conteúdos bônus. Conjuntos da trilogia com os três primeiros filmes foram lançados em DVD e Blu-ray em 2008.
Em setembro de 2012, The Resident Evil Collection, contendo os quatro primeiros filmes, foi lançada em DVD e Blu-ray. Uma versão com os cinco primeiros filmes foi disponibilizada em dezembro de 2012 nos mesmos formatos, e Resident Evil: The Complete Collection, reunindo os seis filmes da franquia, foi lançada em Blu-ray em maio de 2017.

## Recepção

### Bilheteria
Resident Evil: Apocalypse estreou em primeiro lugar nos Estados Unidos em 10 de setembro de 2004, arrecadando mais de US$ 23 milhões em seu final de semana de estreia. O filme também estreou em primeiro lugar em Hong Kong, Singapura, Malásia, Filipinas e México, e teve um bom desempenho no Japão, França e Brasil. No entanto, o filme de terror Saw ofuscou Apocalypse nas bilheteiras do Reino Unido, tendo também uma recepção morna na Suécia, onde arrecadou US$ 473.550. Com mais de US$ 6 milhões arrecadados no Canadá, Resident Evil: Apocalypse foi o filme canadense de maior bilheteira em 2004. O filme arrecadou US$ 129.394.835 mundialmente, contra um orçamento de US$ 45 milhões, superando os ganhos do primeiro filme, que gerou US$ 102.984.862.

### Resposta da crítica
No agregador de críticas Rotten Tomatoes, 19% das 133 críticas são positivas, fazendo deste filme com pior avaliação da franquia. O consenso dos críticos no site diz: "Resident Evil: Apocalypse tem muita ação, mas pouco em termos de enredo ou criatividade." O Metacritic, que utiliza uma média ponderada, calculou uma pontuação de 36 de 100 com base em 26 críticas, avaliando "críticas geralmente desfavoráveis". O público pesquisado pelo CinemaScore deu ao filme uma nota B, numa escala de A a F.
Leonard Maltin classificou o filme como um "desastre" em seu livro Leonard Maltin's Movie Guide e o descreveu como uma sequência "cansativa" que acabou parecendo mais um remake. Roger Ebert deu ao filme meia estrela de quatro, chamando-o de "uma completa e sem sentido perda de tempo" que carecia de humor ou imaginação e também falhou em oferecer violência ou efeitos especiais que fossem ao menos divertidos. Ele posteriormente incluiu o filme em sua lista dos oito piores de 2004. Carrie Rickey, do The Philadelphia Inquirer, deu ao filme uma estrela de quatro, concluindo que, mesmo para os fãs do gênero de terror biológico, Apocalypse era "algo bem genérico".
Dave Kehr, do The New York Times, deu uma avaliação positiva ao filme, elogiando o roteiro de Anderson e descrevendo a direção de Witt como "ligeira, divertida, inteligente e altamente satisfatória em termos de impacto visceral". M. E. Russell, do The Oregonian, comentou: "A má notícia? O filme é monumentalmente estúpido. A boa notícia? É um tipo de estupidez divertida". Nathan Rabin, do The A.V. Club, afirmou que o filme progride muito lentamente para ser considerado bom, "mas quando Jovovich finalmente começa a enfrentar zumbis, o filme fica suficientemente bom". Ben Kenigsberg, do The Village Voice, comentou que o filme "até tem seus momentos de terror mais básico", mas criticou o excesso de ação e enrolação, dizendo que possuia pouca ironia.
Gregory Kirschling, da Entertainment Weekly, deu nota "D−" para o filme, elogiando Jovovich, mas opinando que "o resto do elenco parecia coisa de filme direto para DVD". Já a Cinefantastique discordou, afirmando que Jovovich parecia entediada e que a interpretação de Guillory como Jill Valentine foi "o ponto alto do filme".

### Temas
O estudioso de mídia Stephen Harper afirmou que tanto Apocalypse quanto o primeiro filme de Resident Evil apresentam perspectivas "altamente ambíguas" sobre os temas de poder corporativo, raça, gênero e sexualidade. Descrevendo os dois filmes como textos pós-modernos e pós-feministas, Harper argumentou que, embora contenham elementos progressistas, incluindo temas feministas que questionam o poder patriarcal, também reproduzem diversos estereótipos. Ele destacou que o relacionamento entre Alice e Valentine é diferente das interações entre personagens masculinos em filmes de ação, caracterizado pela falta de camaradagem e cooperação entre as duas. Além disso, ao contrário dos personagens masculinos em Apocalypse, tanto Alice quanto Valentine são mostradas de forma separada sendo "protetoras e cuidadosas" com a jovem Angela. Harper apontou que até mesmo heroínas violentas de ação frequentemente carregam essas características. O estudioso também criticou como as roupas reveladoras e os ângulos de câmera objetificaram Alice e Valentine ao longo do filme. Sobre o personagem afro-americano L.J., Harper observou que Apocalypse demonstra uma "consciência irônica" dos estereótipos racistas, mas falha em "ir contra esses estereótipos, muitas vezes os reforçando".
Douglas Kellner, da Universidade da Califórnia em Los Angeles, argumentou que o final do filme explora "medos relacionados a tecnologias nucleares fora de controle e encobrimentos governamentais". Ele destacou um segmento de notícias apresentado no filme, que afirmava que os relatos sobre má conduta corporativa eram falsos e que as pessoas deveriam, na verdade, agradecer à Umbrella Corporation. Segundo Kellner, essa cena funciona como "uma alegoria pouco disfarçada sobre as mentiras de corporações e do estado durante a era Bush-Cheney".

### Prêmios e indicações
Resident Evil: Apocalypse venceu o prêmio de Melhor Edição de Som e o Golden Reel Award no 25º Genie Awards, sendo indicado também na categoria de Melhor Som Geral. Foi indicado para Melhor Edição de Som em longa-metragem pelo Directors Guild of Canada e para Melhor Maquiagem no 31º Saturn Awards. Pela composição da partitura do filme, Jeff Danna recebeu o SOCAN International Film Music Award em 2007 e 2009.

## Legado
Em 2009, a Time classificou o filme como um dos dez piores baseados em jogos eletrônicos. Embora tenha criticado os três filmes da franquia Resident Evil lançados até então, concluiu que Apocalypse merecia o destaque "porque, como qualquer sequência, ele é um incentivador... sequências de filmes ruins apenas incentivam a produção de mais sequências". Em 2016, jornalistas diferentes do Bloody Disgusting o classificaram tanto como o melhor quanto como o pior da franquia. Em 2017, Michael Nordine, do TheWrap, o considerou o pior filme da saga, afirmando que suas únicas qualidades eram expandir a franquia e a luta "absurdamente besta" entre Alice e Nemesis.